# Biathlon-Europacup 2000/01
Der Biathlon-Europacup 2000/01 wurde als Unterbau zum Biathlon-Weltcup 2000/01 veranstaltet. Startberechtigt waren Starter und Starterinnen aller Kontinente.

## Ergebnisse Damen-Wettbewerbe
| 1. Europacup in Obertilliach, 7. Dezember 2000 – 10. Dezember 2000 | 1. Europacup in Obertilliach, 7. Dezember 2000 – 10. Dezember 2000 | 1. Europacup in Obertilliach, 7. Dezember 2000 – 10. Dezember 2000 | 1. Europacup in Obertilliach, 7. Dezember 2000 – 10. Dezember 2000 | 1. Europacup in Obertilliach, 7. Dezember 2000 – 10. Dezember 2000 |
| ------------------------------------------------------------------ | ------------------------------------------------------------------ | ------------------------------------------------------------------ | ------------------------------------------------------------------ | ------------------------------------------------------------------ |
| Datum                                                              | Disziplin                                                          | Erster Platz                                                       | Zweiter Platz                                                      | Dritter Platz                                                      |
| 9. Dezember 2000 (Sa.)                                             | Sprint (7,5 km)                                                    | Sabrina Buchholz                                                   | Katja Beer                                                         | Martina Zellner                                                    |
| 10. Dezember 2000 (So.)                                            | Verfolgung (10 km)                                                 | Janet Klein                                                        | Martina Zellner                                                    | Sabrina Buchholz                                                   |

| 2. Europacup in Obertilliach, 12. Dezember 2000 – 16. Dezember 2000 | 2. Europacup in Obertilliach, 12. Dezember 2000 – 16. Dezember 2000 | 2. Europacup in Obertilliach, 12. Dezember 2000 – 16. Dezember 2000 | 2. Europacup in Obertilliach, 12. Dezember 2000 – 16. Dezember 2000 | 2. Europacup in Obertilliach, 12. Dezember 2000 – 16. Dezember 2000 |
| ------------------------------------------------------------------- | ------------------------------------------------------------------- | ------------------------------------------------------------------- | ------------------------------------------------------------------- | ------------------------------------------------------------------- |
| Datum                                                               | Disziplin                                                           | Erster Platz                                                        | Zweiter Platz                                                       | Dritter Platz                                                       |
| 16. Dezember 2000 (Sa.)                                             | Einzel (15 km)                                                      | Katja Beer                                                          | Ina Menzel                                                          | Janet Klein                                                         |
| 17. Dezember 2000 (So.)                                             | Sprint (7,5 km)                                                     | Simone Denkinger                                                    | Florence Baverel                                                    | Janet Klein                                                         |
| 15. Dezember 2000 (Fr.)                                             | Staffel (4 × 6 km)                                                  |                                                                     |                                                                     |                                                                     |

| 3. Europacup in Forni Avoltri, 4. Januar 2001 – 7. Januar 2001 | 3. Europacup in Forni Avoltri, 4. Januar 2001 – 7. Januar 2001 | 3. Europacup in Forni Avoltri, 4. Januar 2001 – 7. Januar 2001 | 3. Europacup in Forni Avoltri, 4. Januar 2001 – 7. Januar 2001 | 3. Europacup in Forni Avoltri, 4. Januar 2001 – 7. Januar 2001 |
| -------------------------------------------------------------- | -------------------------------------------------------------- | -------------------------------------------------------------- | -------------------------------------------------------------- | -------------------------------------------------------------- |
| Datum                                                          | Disziplin                                                      | Erster Platz                                                   | Zweiter Platz                                                  | Dritter Platz                                                  |
| 6. Januar 2001 (Sa.)                                           | Einzel (15 km)                                                 | Sabine Flatscher                                               | Simone Denkinger                                               | Katja Beer                                                     |
| 7. Januar 2001 (So.)                                           | Sprint (7,5 km)                                                | Simone Denkinger                                               | Sabrina Buchholz                                               | Sabine Flatscher                                               |

| 4. Europacup in Ridnaun, 9. Januar 2001 – 13. Januar 2001 | 4. Europacup in Ridnaun, 9. Januar 2001 – 13. Januar 2001 | 4. Europacup in Ridnaun, 9. Januar 2001 – 13. Januar 2001 | 4. Europacup in Ridnaun, 9. Januar 2001 – 13. Januar 2001 | 4. Europacup in Ridnaun, 9. Januar 2001 – 13. Januar 2001 |
| --------------------------------------------------------- | --------------------------------------------------------- | --------------------------------------------------------- | --------------------------------------------------------- | --------------------------------------------------------- |
| Datum                                                     | Disziplin                                                 | Erster Platz                                              | Zweiter Platz                                             | Dritter Platz                                             |
| 11. Januar 2001 (Do.)                                     | Sprint (7,5 km)                                           |                                                           |                                                           |                                                           |
| 12. Januar 2001 (Fr.)                                     | Verfolgung (10 km)                                        |                                                           |                                                           |                                                           |
| 13. Januar 2001 (Sa.)                                     | Staffel (4 × 6 km)                                        |                                                           |                                                           |                                                           |

| 5. Europacup in Clausthal-Zellerfeld, 1. Februar 2001 – 4. Februar 2001 | 5. Europacup in Clausthal-Zellerfeld, 1. Februar 2001 – 4. Februar 2001 | 5. Europacup in Clausthal-Zellerfeld, 1. Februar 2001 – 4. Februar 2001 | 5. Europacup in Clausthal-Zellerfeld, 1. Februar 2001 – 4. Februar 2001 | 5. Europacup in Clausthal-Zellerfeld, 1. Februar 2001 – 4. Februar 2001 |
| ----------------------------------------------------------------------- | ----------------------------------------------------------------------- | ----------------------------------------------------------------------- | ----------------------------------------------------------------------- | ----------------------------------------------------------------------- |
| Datum                                                                   | Disziplin                                                               | Erster Platz                                                            | Zweiter Platz                                                           | Dritter Platz                                                           |
| 3. Februar 2001 (Sa.)                                                   | Sprint (7,5 km)                                                         |                                                                         |                                                                         |                                                                         |
| 4. Februar 2001 (So.)                                                   | Verfolgung (10 km)                                                      |                                                                         |                                                                         |                                                                         |

| 6. Europacup in Sachrang, 6. Februar 2001 – 10. Februar 2001 | 6. Europacup in Sachrang, 6. Februar 2001 – 10. Februar 2001 | 6. Europacup in Sachrang, 6. Februar 2001 – 10. Februar 2001 | 6. Europacup in Sachrang, 6. Februar 2001 – 10. Februar 2001 | 6. Europacup in Sachrang, 6. Februar 2001 – 10. Februar 2001 |
| ------------------------------------------------------------ | ------------------------------------------------------------ | ------------------------------------------------------------ | ------------------------------------------------------------ | ------------------------------------------------------------ |
| Datum                                                        | Disziplin                                                    | Erster Platz                                                 | Zweiter Platz                                                | Dritter Platz                                                |
| 8. Februar 2001 (Do.)                                        | Einzel (15 km)                                               | Katja Beer                                                   | Christelle Gros                                              | Sabrina Buchholz                                             |
| 9. Februar 2001 (Fr.)                                        | Sprint (7,5 km)                                              | Sabine Flatscher                                             | Sabrina Buchholz                                             | Céline Drezet                                                |
| 10. Februar 2001 (Sa.)                                       | Verfolgung (10 km)                                           | Sabrina Buchholz                                             | Sabine Flatscher                                             | Céline Drezet                                                |

| 7. Europacup in Gurnigel, 1. März 2001 – 4. März 2001 | 7. Europacup in Gurnigel, 1. März 2001 – 4. März 2001 | 7. Europacup in Gurnigel, 1. März 2001 – 4. März 2001 | 7. Europacup in Gurnigel, 1. März 2001 – 4. März 2001 | 7. Europacup in Gurnigel, 1. März 2001 – 4. März 2001 |
| ----------------------------------------------------- | ----------------------------------------------------- | ----------------------------------------------------- | ----------------------------------------------------- | ----------------------------------------------------- |
| Datum                                                 | Disziplin                                             | Erster Platz                                          | Zweiter Platz                                         | Dritter Platz                                         |
| 3. März 2001 (Sa.)                                    | Sprint (7,5 km)                                       | Ina Menzel                                            | Céline Drezet                                         | Sabrina Buchholz                                      |
| 4. März 2001 (So.)                                    | Verfolgung (10 km)                                    | Ina Menzel                                            | Anna Sprung                                           | Céline Drezet                                         |

| 8. Europacup in Champex-Lac, 6. März 2001 – 10. März 2001 | 8. Europacup in Champex-Lac, 6. März 2001 – 10. März 2001 | 8. Europacup in Champex-Lac, 6. März 2001 – 10. März 2001              | 8. Europacup in Champex-Lac, 6. März 2001 – 10. März 2001                  | 8. Europacup in Champex-Lac, 6. März 2001 – 10. März 2001 |
| --------------------------------------------------------- | --------------------------------------------------------- | ---------------------------------------------------------------------- | -------------------------------------------------------------------------- | --------------------------------------------------------- |
| Datum                                                     | Disziplin                                                 | Erster Platz                                                           | Zweiter Platz                                                              | Dritter Platz                                             |
| 8. März 2001 (Do.)                                        | Einzel (15 km)                                            | Anna Sprung                                                            | Céline Drezet                                                              | Ina Menzel                                                |
| 9. März 2001 (Fr.)                                        | Sprint (7,5 km)                                           |                                                                        |                                                                            |                                                           |
| 10. März 2001 (Sa.)                                       | Staffel (4 × 6 km)                                        | DeutschlandJenny Adler Michelle Volkenrath Sabrina Buchholz Ina Menzel | InternationalCéline Drezet Dijana Grudiček Leda Abati Caroline Kilchenmann | – nicht besetzt –                                         |

### Gesamtwertung
Nach 20 von 20 Rennen
| Platz | Sportler         | Land        | Punkte |
| ----- | ---------------- | ----------- | ------ |
| 1     | Sabrina Buchholz | Deutschland | 612    |
| 2     | Sabine Flatscher | Deutschland | 603    |
| 3     | Céline Drezet    | Frankreich  | 562    |
| 4     | Ina Menzel       | Deutschland | 525    |
| 5     | Katja Beer       | Deutschland | 505    |
| 6     | Simone Denkinger | Deutschland | 455    |
| 7     | Janet Klein      | Deutschland | 397    |
| 8     | Yvonne Zeibig    | Deutschland | 309    |
| 9     | Dominique Vallet | Italien     | 250    |
| 10    | Romina Demetz    | Italien     | 212    |

## Ergebnisse Herren-Wettbewerbe
| 1. Europacup in Obertilliach, 7. Dezember 2000 – 10. Dezember 2000 | 1. Europacup in Obertilliach, 7. Dezember 2000 – 10. Dezember 2000 | 1. Europacup in Obertilliach, 7. Dezember 2000 – 10. Dezember 2000 | 1. Europacup in Obertilliach, 7. Dezember 2000 – 10. Dezember 2000 | 1. Europacup in Obertilliach, 7. Dezember 2000 – 10. Dezember 2000 |
| ------------------------------------------------------------------ | ------------------------------------------------------------------ | ------------------------------------------------------------------ | ------------------------------------------------------------------ | ------------------------------------------------------------------ |
| Datum                                                              | Disziplin                                                          | Erster Platz                                                       | Zweiter Platz                                                      | Dritter Platz                                                      |
| 9. Dezember 2000 (Sa.)                                             | Sprint (10 km)                                                     | Daniel Mesotitsch                                                  | Andreas Stitzl                                                     | Michael Greis                                                      |
| 10. Dezember 2000 (So.)                                            | Verfolgung (12,5 km)                                               | Daniel Mesotitsch                                                  | Michael Greis                                                      | Andreas Stitzl                                                     |

| 2. Europacup in Obertilliach, 12. Dezember 2000 – 16. Dezember 2000 | 2. Europacup in Obertilliach, 12. Dezember 2000 – 16. Dezember 2000 | 2. Europacup in Obertilliach, 12. Dezember 2000 – 16. Dezember 2000 | 2. Europacup in Obertilliach, 12. Dezember 2000 – 16. Dezember 2000 | 2. Europacup in Obertilliach, 12. Dezember 2000 – 16. Dezember 2000 |
| ------------------------------------------------------------------- | ------------------------------------------------------------------- | ------------------------------------------------------------------- | ------------------------------------------------------------------- | ------------------------------------------------------------------- |
| Datum                                                               | Disziplin                                                           | Erster Platz                                                        | Zweiter Platz                                                       | Dritter Platz                                                       |
| 16. Dezember 2000 (Sa.)                                             | Einzel (20 km)                                                      | Andrei Wolkow                                                       | Andreas Stitzl                                                      | René Gerth                                                          |
| 17. Dezember 2000 (So.)                                             | Sprint (12,5 km)                                                    | Andreas Stitzl                                                      | Michael Greis                                                       | René Gerth                                                          |
| 15. Dezember 2000 (Fr.)                                             | Staffel (4 × 7,5 km)                                                |                                                                     |                                                                     |                                                                     |

| 3. Europacup in Forni Avoltri, 4. Januar 2001 – 7. Januar 2001 | 3. Europacup in Forni Avoltri, 4. Januar 2001 – 7. Januar 2001 | 3. Europacup in Forni Avoltri, 4. Januar 2001 – 7. Januar 2001 | 3. Europacup in Forni Avoltri, 4. Januar 2001 – 7. Januar 2001 | 3. Europacup in Forni Avoltri, 4. Januar 2001 – 7. Januar 2001 |
| -------------------------------------------------------------- | -------------------------------------------------------------- | -------------------------------------------------------------- | -------------------------------------------------------------- | -------------------------------------------------------------- |
| Datum                                                          | Disziplin                                                      | Erster Platz                                                   | Zweiter Platz                                                  | Dritter Platz                                                  |
| 6. Januar 2001 (Sa.)                                           | Einzel (20 km)                                                 | Michael Greis                                                  | Andreas Stitzl                                                 | René Gerth                                                     |
| 7. Januar 2001 (So.)                                           | Sprint (10 km)                                                 | Andreas Stitzl                                                 | Jörn Wollschläger                                              | Michael Greis                                                  |

| 4. Europacup in Ridnaun, 9. Januar 2001 – 13. Januar 2001 | 4. Europacup in Ridnaun, 9. Januar 2001 – 13. Januar 2001 | 4. Europacup in Ridnaun, 9. Januar 2001 – 13. Januar 2001 | 4. Europacup in Ridnaun, 9. Januar 2001 – 13. Januar 2001 | 4. Europacup in Ridnaun, 9. Januar 2001 – 13. Januar 2001 |
| --------------------------------------------------------- | --------------------------------------------------------- | --------------------------------------------------------- | --------------------------------------------------------- | --------------------------------------------------------- |
| Datum                                                     | Disziplin                                                 | Erster Platz                                              | Zweiter Platz                                             | Dritter Platz                                             |
| 11. Januar 2001 (Do.)                                     | Sprint (10 km)                                            |                                                           |                                                           |                                                           |
| 12. Januar 2001 (Fr.)                                     | Verfolgung (12,5 km)                                      |                                                           |                                                           |                                                           |
| 13. Januar 2001 (Sa.)                                     | Staffel (4 × 7,5 km)                                      |                                                           |                                                           |                                                           |

| 5. Europacup in Clausthal-Zellerfeld, 1. Februar 2001 – 4. Februar 2001 | 5. Europacup in Clausthal-Zellerfeld, 1. Februar 2001 – 4. Februar 2001 | 5. Europacup in Clausthal-Zellerfeld, 1. Februar 2001 – 4. Februar 2001 | 5. Europacup in Clausthal-Zellerfeld, 1. Februar 2001 – 4. Februar 2001 | 5. Europacup in Clausthal-Zellerfeld, 1. Februar 2001 – 4. Februar 2001 |
| ----------------------------------------------------------------------- | ----------------------------------------------------------------------- | ----------------------------------------------------------------------- | ----------------------------------------------------------------------- | ----------------------------------------------------------------------- |
| Datum                                                                   | Disziplin                                                               | Erster Platz                                                            | Zweiter Platz                                                           | Dritter Platz                                                           |
| 3. Februar 2001 (Sa.)                                                   | Sprint (10 km)                                                          |                                                                         |                                                                         |                                                                         |
| 4. Februar 2001 (So.)                                                   | Verfolgung (12,5 km)                                                    |                                                                         |                                                                         |                                                                         |

| 6. Europacup in Sachrang, 6. Februar 2001 – 10. Februar 2001 | 6. Europacup in Sachrang, 6. Februar 2001 – 10. Februar 2001 | 6. Europacup in Sachrang, 6. Februar 2001 – 10. Februar 2001 | 6. Europacup in Sachrang, 6. Februar 2001 – 10. Februar 2001 | 6. Europacup in Sachrang, 6. Februar 2001 – 10. Februar 2001 |
| ------------------------------------------------------------ | ------------------------------------------------------------ | ------------------------------------------------------------ | ------------------------------------------------------------ | ------------------------------------------------------------ |
| Datum                                                        | Disziplin                                                    | Erster Platz                                                 | Zweiter Platz                                                | Dritter Platz                                                |
| 8. Februar 2001 (Do.)                                        | Einzel (20 km)                                               | Andreas Stitzl                                               | Michael Greis                                                | Theo Senoner                                                 |
| 9. Februar 2001 (Fr.)                                        | Sprint (10 km)                                               | Alexander Wolf                                               | René Gerth                                                   | Helmuth Messner                                              |
| 10. Februar 2001 (Sa.)                                       | Verfolgung (12,5 km)                                         | Michael Greis                                                | René Gerth                                                   | Andreas Stitzl                                               |

| 7. Europacup in Gurnigel, 1. März 2001 – 4. März 2001 | 7. Europacup in Gurnigel, 1. März 2001 – 4. März 2001 | 7. Europacup in Gurnigel, 1. März 2001 – 4. März 2001 | 7. Europacup in Gurnigel, 1. März 2001 – 4. März 2001 | 7. Europacup in Gurnigel, 1. März 2001 – 4. März 2001 |
| ----------------------------------------------------- | ----------------------------------------------------- | ----------------------------------------------------- | ----------------------------------------------------- | ----------------------------------------------------- |
| Datum                                                 | Disziplin                                             | Erster Platz                                          | Zweiter Platz                                         | Dritter Platz                                         |
| 3. März 2001 (Sa.)                                    | Sprint (10 km)                                        | René Gerth                                            | Hans Achorner                                         | Alexandre Aubert                                      |
| 4. März 2001 (So.)                                    | Verfolgung (12,5 km)                                  | Alexandre Aubert                                      | René Gerth                                            | Alexander Wolf                                        |

| 8. Europacup in Champex-Lac, 6. März 2001 – 10. März 2001 | 8. Europacup in Champex-Lac, 6. März 2001 – 10. März 2001 | 8. Europacup in Champex-Lac, 6. März 2001 – 10. März 2001     | 8. Europacup in Champex-Lac, 6. März 2001 – 10. März 2001              | 8. Europacup in Champex-Lac, 6. März 2001 – 10. März 2001          |
| --------------------------------------------------------- | --------------------------------------------------------- | ------------------------------------------------------------- | ---------------------------------------------------------------------- | ------------------------------------------------------------------ |
| Datum                                                     | Disziplin                                                 | Erster Platz                                                  | Zweiter Platz                                                          | Dritter Platz                                                      |
| 8. März 2001 (Do.)                                        | Einzel (15 km)                                            | René Gerth                                                    | Alexander Wolf                                                         | Helmuth Messner                                                    |
| 9. März 2001 (Fr.)                                        | Sprint (7,5 km)                                           | René Gerth                                                    | Dani Niederberger                                                      | Benjamin Eder                                                      |
| 10. März 2001 (Sa.)                                       | Staffel (4 × 7,5 km)                                      | DeutschlandHans Stöckl René Gerth Alexander Wolf Carsten Pump | ÖsterreichBenjamin Eder Hans-Peter Foidl Friedrich Pinter Günther Beck | FrankreichGaël Poirée Olivier Niogret Oliver Fine Alexandre Aubert |

### Gesamtwertung
Nach 20 von 20 Rennen
| Platz | Sportler            | Land        | Punkte |
| ----- | ------------------- | ----------- | ------ |
| 1     | René Gerth          | Deutschland | 730    |
| 2     | Michael Greis       | Deutschland | 698    |
| 3     | Andreas Stitzl      | Deutschland | 499    |
| 4     | Jörn Wollschläger   | Deutschland | 436    |
| 5     | Alexander Wolf      | Deutschland | 396    |
| 6     | Torsten Thrän       | Deutschland | 379    |
| 7     | Alexandre Aubert    | Frankreich  | 375    |
| 8     | Gaël Poirée         | Frankreich  | 363    |
| 9     | Hans-Peter Foidl    | Österreich  | 351    |
| 10    | Gunar Bretschneider | Deutschland | 337    |